# Коровин, Сергей (легкоатлет)
Сергей Коровин (род. 6 марта 1951) — советский белорусский легкоатлет, специалист по бегу на короткие дистанции. Выступал за сборную СССР по лёгкой атлетике в конце 1960-х — начале 1970-х годов, победитель Европейских юниорских легкоатлетических игр, чемпион Европы среди юниоров, призёр первенств всесоюзного и республиканского значения. Представлял Витебск и физкультурно-спортивное общество «Динамо».

## Биография
Сергей Коровин родился 6 марта 1951 года. Занимался лёгкой атлетикой в Витебске, выступал за Белорусскую ССР и физкультурно-спортивное общество «Динамо». Проходил подготовку под руководством витебского тренера Бориса Григорьевича Кобзаренко.
Первого серьёзного успеха на международном уровне добился в сезоне 1968 года, когда вошёл в состав советской сборной и выступил на Европейских юниорских легкоатлетических играх в Лейпциге, где вместе с соотечесвенниками завоевал золотую награду в зачёте эстафеты 4 × 100 метров.
В 1970 году на впервые проводившемся юниорском европейском первенстве по лёгкой атлетике в Париже в беге на 200 метров выиграл бронзовую медаль, установив при этом свой личный рекорд в данной дисциплине (21,28), тогда как в эстафете 4 × 100 метров одержал победу.
В 1971 году на чемпионате страны в рамках V летней Спартакиады народов СССР в Москве с белорусской командой стал серебряным призёром в эстафете 4 × 100 метров.
В 1973 году отметился победой в беге на 100 метров на домашних соревнованиях в Витебске, принял участие в матчевой встрече со сборной США в Минске. На чемпионате СССР в Москве взял бронзу в беге на 200 метров и получил серебро в эстафете 4 × 100 метров.

Серёга для меня всегда был воплощением стиля — на его бег я мог смотреть бесконечно. Способный парень, многого мог достичь. Но, как часто бывает у талантливых людей, несобранный. Мог сорваться, нарушить режим. В конце концов, схватил язву и умер еще молодым человеком.— Евгений Гавриленко